# امپراتوری (فیلم ۲۰۱۶)
امپراتوری (انگلیسی: Imperium) یک فیلم مهیج است که در سال ۲۰۱۶ منتشر شد. از بازیگران آن می‌توان به دنیل ردکلیف، تونی کولت، تریسی لتس، نستر کاربونل، و سام ترمل اشاره کرد.